# 휩스네이드 동물원

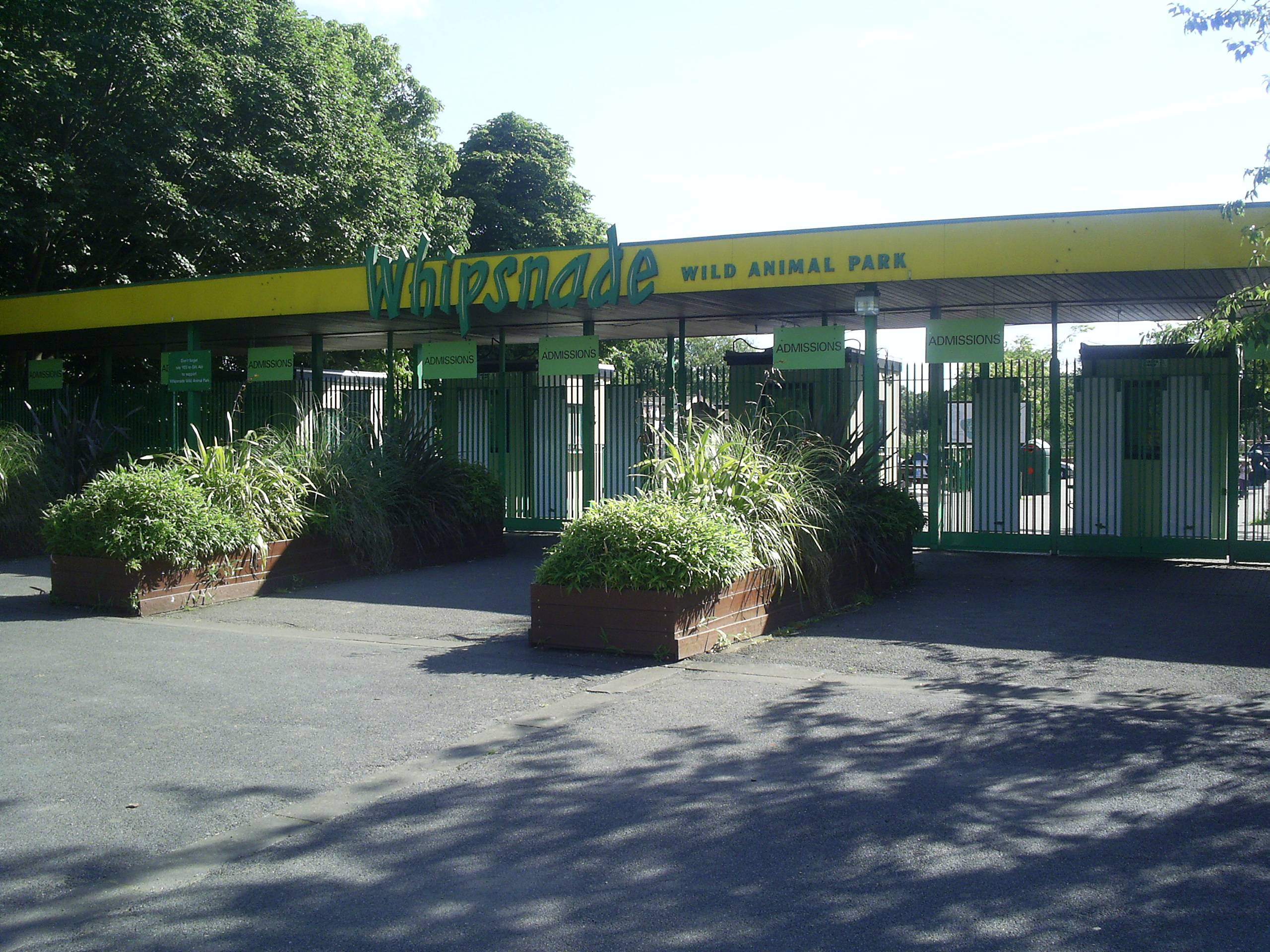
휩스네이드 동물원의 정문

휩스네이드 동물원(영어: Whipsnade Zoo)은 영국 잉글랜드 베드퍼드셔주의 휩스네이드에 있는 동물원이다. 원래 이 동물원은 '휩스네이드 파크 동물원'이라고 불리었으나, '휩스네이드 동물원'이나 종종 '휩스네이드'로 불리기도 한다. 1988년에 '휩스네이드 야생 동물원'으로 이름이 바뀌었다가 2007년에 현재의 이름으로 다시 바뀌었다.
이 동물원은 Zoological Society of London이라는 기부 단체에서 운영하고 있으며, 런던 동물원과 같은 곳에서 운영된다는 점에서 서로 협력 관계에 있다. 휩스네이드 동물원 매일 오전 10:00시부터 오후 6:00시까지 영업한다.